# Ellingstedt
Ellingstedt este o comună din landul Schleswig-Holstein, Germania.
1. ↑   https://www.shz.de/lokales/geest/artikel/thomas-wolff-ist-neuer-buergermeister-von-ellingstedt-45006968, accesat în 24 august 2024 Lipsește sau este vid: |title= (ajutor)
2. ↑  Alle politisch selbständigen Gemeinden mit ausgewählten Merkmalen am 31.12.2018 (4. Quartal) (în germană), Statistisches Bundesamt[*], arhivat din original la 10 martie 2019, accesat în 10 martie 2019
3. 1 2  GeoNames